# 0463
0463 è il prefisso telefonico del distretto di Cles, appartenente al compartimento di Verona.
Il distretto comprende la parte nord-occidentale della provincia di Trento e alcuni comuni della provincia autonoma di Bolzano. Confina con i distretti di Merano (0473) a nord, di Bolzano (0471) a est, di Trento (0461) a sud-est, di Tione di Trento (0465) a sud, di Breno (0364) e di Sondrio (0342) a ovest.

## Aree locali e comuni
Il distretto di Cles comprende 40 comuni compresi in 1 area locale, nata dall'aggregazione dei 4 preesistenti settori di Cles, Fondo, Malé e Ossana: Amblar-Don, Bresimo, Brez, Cagnò, Caldes, Castelfondo, Cavareno, Cavizzana, Cis, Cles, Cloz, Commezzadura, Croviana, Dambel, Dimaro Folgarida, Fondo, Lauregno (BZ), Livo, Malé, Malosco, Mezzana, Ossana, Peio, Pellizzano, Predaia, Proves (BZ), Rabbi, Revò, Romallo, Romeno, Ronzone, Ruffré-Mendola, Rumo, Sanzeno, Sarnonico, Senale-San Felice (BZ), Sfruz, Terzolas, Vermiglio e Ville d'Anaunia.